# Hypertrichóza

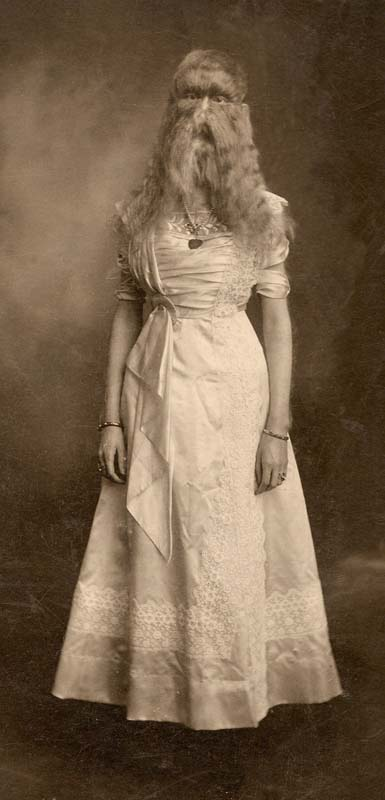
Alice Elizabeth Doherty (1887–1933) – příklad hypertrichosis lanuginosa

Hypertrichóza je vzácná tělesná abnormalita, jejíž hlavní charakteristikou je zvýšený růst ochlupení na těle. Jsou dva převažující typy hypertrichózy, kdy se ochlupení objevuje po celém těle nebo kdy se omezuje jen na určitá místa. Hypertrichóza může být kongenitální (vrozená) nebo se objevuje až v pozdějším životě.
Hypertichóza je někdy označovaná jako Ambrasův syndom, podle zámku Ambras, kde se nachází sbírka kuriozit včetně portrétů lidí s hypertrichózou. Někdy je též nazývána jako „vlkodlačí syndrom”. Hypertrichóza je často zaměňována za hirsutismus.
Lidé s hypertrichózou se během 19. století a počátku 20. století často pohybovali u cirkusu, kde byli jako další lidé s fyzickými odlišnostmi ukazováni v panoptiku.

## Etymologie
Slovo hypertrichóza má původ v řeckých kořenech (hyper-, ʽpřemíraʼ; trikhos, vlasy a -osis, ʽformaceʼ) a znamená poruchu, která způsobuje nadměrné ochlupení na těle. Středověké prameny tento termín nepoužívají, místo toho mluví o chlupatých mužích a ženách. Tito byli často mylně považováni za divochy či podobné zvířatům.

## Klasifikace
Ke klasifikaci hypertrichózy jsou užívány dvě metody. Jedna rozděluje do skupin podle lokalizace hypertrichózy – jestli je po celém těle nebo se omezuje jen některá místa, a druhá rozděluje podle toho zda je hypertrichóza vrozená nebo získaná později.

### Vrozená
Vrozené formy hypertrichózy jsou způsobeny genetickou mutací, a na rozdíl od té získané jsou velmi vzácné. Vrozená hypertrichóza je přítomna již po narození.
- Hypertrichosis lanuginosa – Vrozená hypertrichosis lanuginosa může být pozorována již po narození, kdy je novorozenec kompletně pokryt jemným lanugo ochlupením. Za normálních okolností lanugo mizí ještě před narozením a nahrazují ho jemné chloupky (vellus), ale v případě hypertrichosis lanuginosa, zůstává lanugo ochlupení i po narození. Ochlupení se nevyskytuje pouze na dlaních, chodidlech a sliznicích. Jak člověk stárne, ochlupení může prořídnout a zanechat pouze určité omezené oblasti hypertrichózy.[1]
- Generalizovaná hypertrichóza – Vrozená generalizovaná hypertrichóza u mužů vykazuje nadměrné ochlupení na obličeji a horní částí těla, zatímco u žen vykazuje méně závažnou asymetrickou distribuci ochlupení.
- Terminální hypertrichóza – Vrozená terminální hypertrichóza je charakterizována přítomností plně pigmentovaného terminálního ochlupení, které pokrývá celé tělo. Tento stav je obvykle doprovázen hyperplazií dásní. Tato forma nejvíce odkazuje k termínu „vlkodlačí syndrom“, kvůli výskytu hustých tmavých chlupů po těle. Lidé s tímto stavem někdy kvůli svému neobvyklému vzhledu vystupují v cirkusech a freak show.
- Ohraničená hypertrichóza – Vrozená ohraničená hypertrichóza je spojena s přítomností hustého ochlupení (vellus) na horních končetinách. Ohraničená znamená, že tento typ hypertrichózy je omezen na určité části těla, v tomto případě na extenzorové povrchy horních končetin. Syndrom chlupatého lokte, typ vrozené ohraničené hypertrichózy, vykazuje nadměrný růst na loktech a kolem nich. Tento typ hypertrichózy je přítomen při narození, stává se výraznějším během stárnutí a ustupuje v pubertě.
- Lokalizovaná hypertrichóza – Vrozená lokalizovaná hypertrichóza je lokalizované zvýšení hustoty a délky vlasů.
- Nevoidní hypertrichóza – Nevoidní hypertrichóza může být přítomna při narození nebo se objevit později v životě. Vyznačuje se izolovanou oblastí nadměrného ochlupení a obvykle nesouvisí s žádným jiným onemocněním.

### Získaná
Získaná hypertrichóza se objevuje po narození. Mezi různé příčiny patří vedlejší účinky léků, asociace s rakovinou a možné souvislosti s poruchami příjmu potravy. Získané formy lze obvykle redukovat různými způsoby léčby.
- Hypertrichosis lanuginosa – Získaná hypertrichosis lanuginosa je charakterizována rychlým růstem lanugo ochlupení, zejména na obličeji. Ochlupení se objevuje také na trupu a podpaží, zatímco dlaně a chodidla nejsou ovlivněny. Toto ochlupení je velmi jemné a nepigmentované.
- Generalizovaná hypertrichóza – Získaná generalizovaná hypertrichóza běžně postihuje tváře, horní ret a bradu. Tato forma postihuje také předloktí a nohy, ale v těchto oblastech je méně častá. Další deformitou spojenou se získanou generalizovanou hypertrichózou jsou mnohočetné chloupky okupující stejný folikul. Může také zahrnovat abnormální růst řas známý jako trychiáza. Je známo, že tento stav způsobuje perorální léčba vysokého krevního tlaku (hypertenze) lékem Minoxidil. Když je Minoxidil aplikován lokálně, při léčbě alopecie, způsobuje růst ochlupení v oblastech, kde je aplikován; tyto chloupky však mizí krátce po vysazení léku.
- Vzorovaná hypertrichóza – Získaná vzorovaná hypertrichóza je zvýšení růstu vlasů ve vzorové formaci. Je podobná získané generalizované hypertrichóze a je známkou vnitřní malignity.
- Lokalizovaná hypertrichóza – Získaná lokalizovaná hypertrichóza je zvýšení hustoty a délky vlasů často se objevuje sekundárně při podráždění či po úrazu. Tato forma je omezena na určité oblasti těla.

### Hirsutismus
Hypertrichóza bývá často mylně klasifikována jako hirsutismus, což je typ hypertrichózy, který se objevuje pouze u žen a dětí v podobě zvýšeného růstu androgenního ochlupení, tedy vousů. Lidé s hirsutismem se vyznačují růstem mužských vousů. U žen s hirsutismem se také často vyskytuje nadměrný růst ochlupení na hrudi a na zádech.
Hirsutimus může být vrozený a získaný. Je spojen s nadměrnou přítomností mužských hormonů u žen, doprorovázený symtomy, jako je akné, hluboký hlas, nepravidelná menstruace a více maskulinní tvar těla. Zvýšená hladina mužských hormonů jsou hlavními příčinami hirsutismu u většiny případů výskytu. V tomto případě jej ze léčit léky na snížení hladiny hormonů v těle.

## Patofyziologie

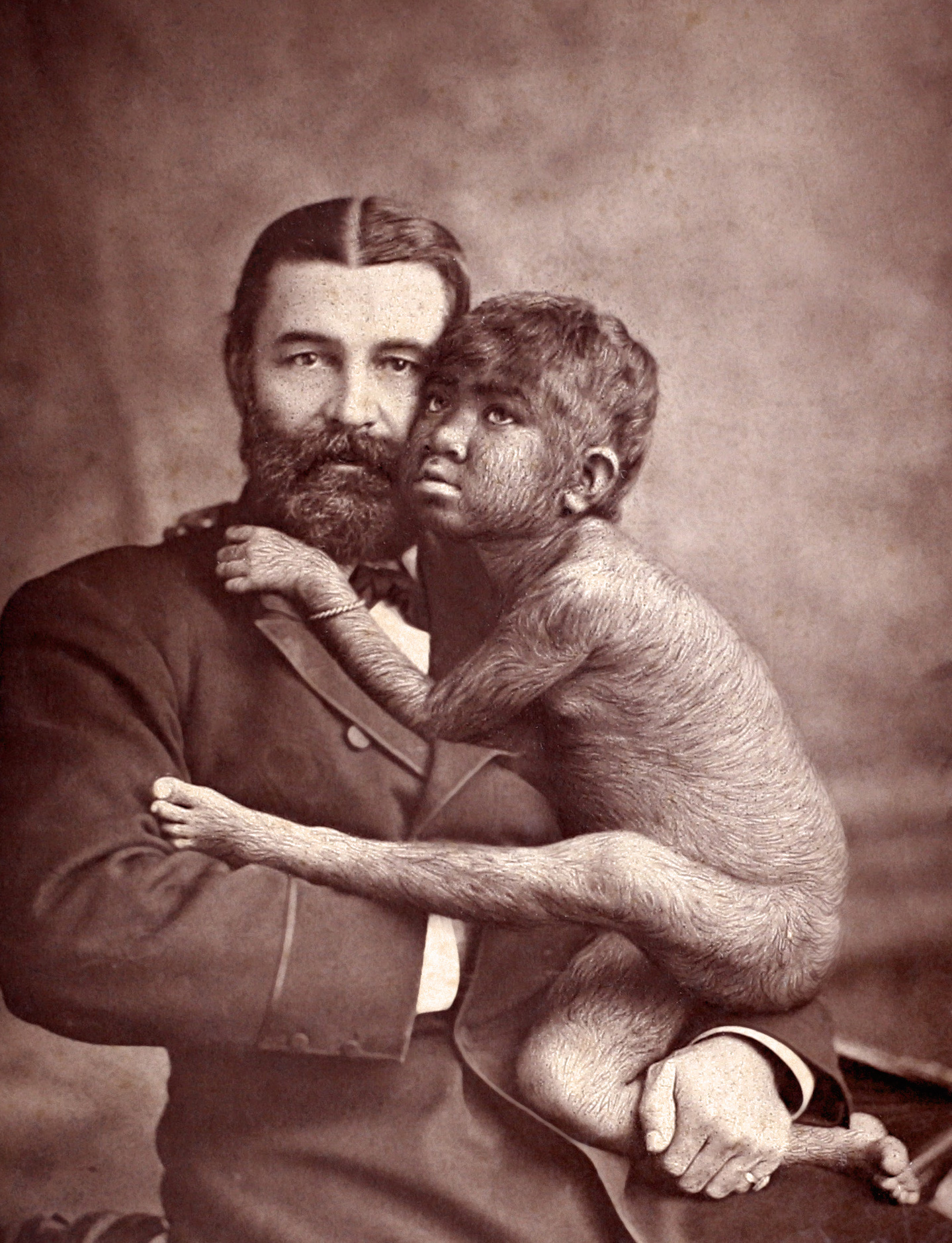
William Leonard Hunt a Krao Farini, 1883

K hypertrichóze může vést řada mechanismů. Jednou příčinou mohou být oblasti kůže, kde se mění typ jemného ochlupení (vellus) na větší terminální typ. K této změně normálně dochází během dospívání, kdy vellusové vlasové folikuly v podpaží a tříslech rostou do terminálních vlasových folikulů. Hypertrichóza zahrnuje stejný typ změn, ale v oblastech, které normálně nevytvářejí terminální ochlupení. Mechanismy těchto změn nejsou dobře prozkoumány.
Dalším mechanismem je změna cyklu ochlupení. Existují tři fáze cyklu: anagenní fáze (růst ochlupení), katagenní fáze (odumírání folikul) a telogenní fáze (vypadávání). Pokud se anagenní fáze zvýší nad rámec toho, co je normální, tato oblast těla zažije nadměrný růst ochlupení.

## Epidemiologie
Vrozené formy hypertrichózy jsou vzácné. Od středověku bylo zaznamenáno pouze 50 případů vrozené hypertrichózy lanuginosa. Ve vědeckých publikacích a médiích bylo zdokumentováno méně než 100 případů vrozené generalizované hypertrichózy. Vrozená generalizovaná hypertrichóza je izolována u jedné rodiny v Mexiku. Častější je získaná hypertrichóza a hirsutismus. Například hirsutismus se vyskytuje asi u 10 % žen ve věku 18 až 45 let.

## Historie

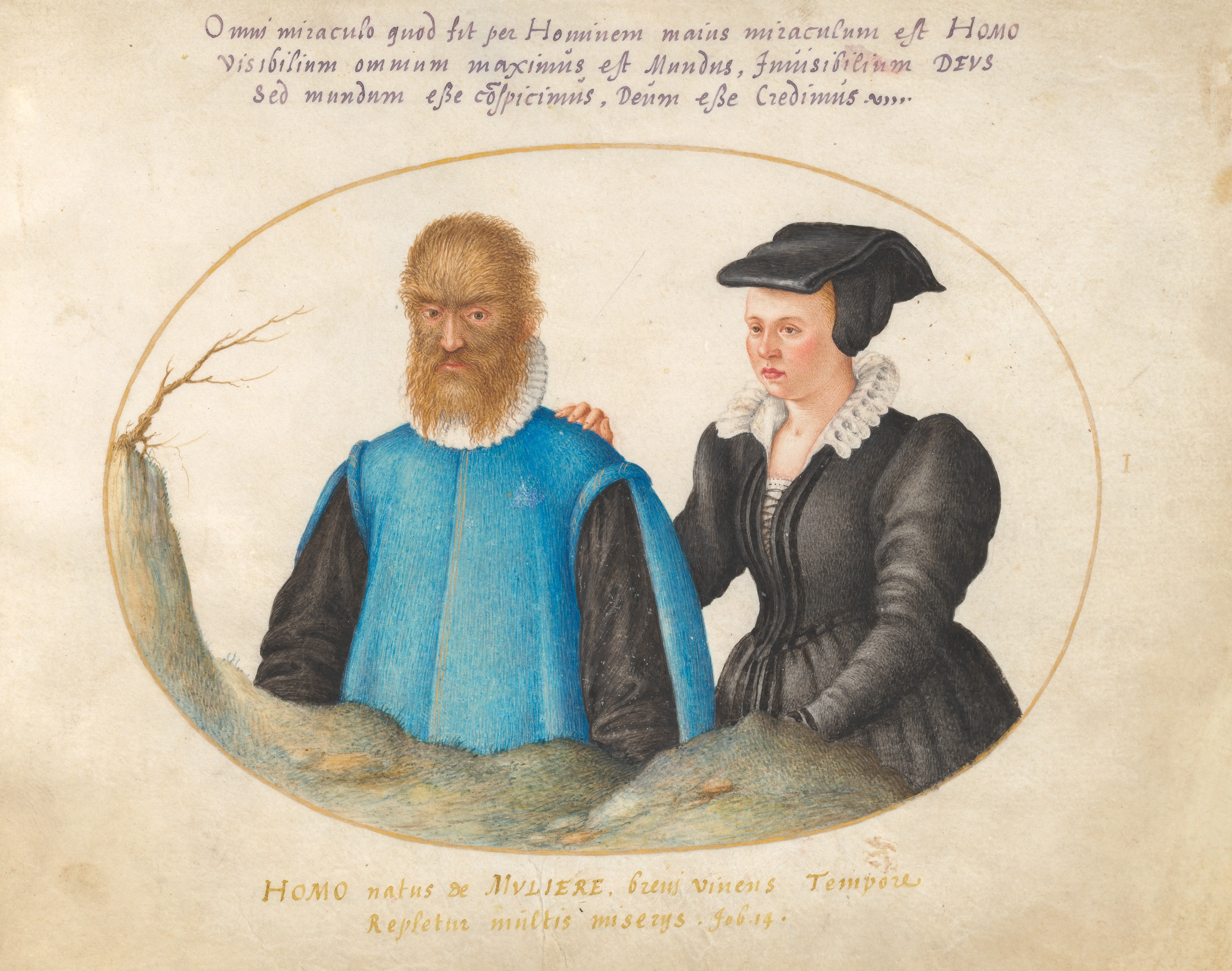
Petrus Gonsalvus

Prvním zaznamenaným člověkem s hypertrichózou byl Petrus Gonsalvus. Jeho případ zdokumentoval Ulisse Aldrovandi v polovině 17. století a publikoval ve svém textu Monstrorum Historia cum Paralipomenis historiae omnium animalium z roku 1642. Poznamenal, že dvě dcery, syn a vnuk v Gonsalvově rodině se narodili s hypertrichózou. Aldrovandi je nazval „Ambrasovou rodinou”, podle zámku Ambras poblíž Innsbrucku, kde jsou uloženy portréty příslušníků Gonsalvovy rodiny ve sbírce kuriozit. Během následujících 300 let bylo pozorováno asi 50 případů lidí s hypertrichózou. V roce 1873 popsal vědec Rudolf Virchow formu hypertrichózy doprovázenou hyperplazií dásní.
V létě 2019 uvedlo španělské ministerstvo zdravotnictví, že se u nejméně 17 španělských dětí vyvinul takzvaný „vlkodlačí syndrom“. Místo léčby omeprazolem, lékem, který pomáhá při žaludečním refluxu, dostali léčbu minoxidilem, lékem proti vypadávání vlasů. Kde laboratoř FarmaQuimica Sur se sídlem v Malaze udělala chybu, zatím není jasné. Laboratoř byla preventivně uzavřena.

## Výskyt u zvířat
Hypertrichóza se občas vyskytuje u koček. Kvůli svému neobvyklému vzhledu způsobeným hypertrichózou, přitáhl pozornost perský kocour Atchom. Dostal přezdívku „vlkodlačí kočka“.
V roce 1955 byla ze Sarawaku získána samice gibona, která vykazovala abnormální růst ochlupení v oblasti tváře. Byla vyslovena hypotéza, že by to mohlo být způsobeno lokalizovanou hypertrichózou.
Hypertrichóza (často mylně klasifikovaná jako hirsutismus) je dobře zdokumentovaný stav u koní s hormonální poruchou hypotalamu, nazývaný Cushingův syndrom. Jde o nejčastější endokrinní onemocnění koní středního až staršího věku, který často končící smrtelnou laminitidou. Pokud je včas diagnostikován, může být úspěšně kontrolován léky.

## Společnost a kultura

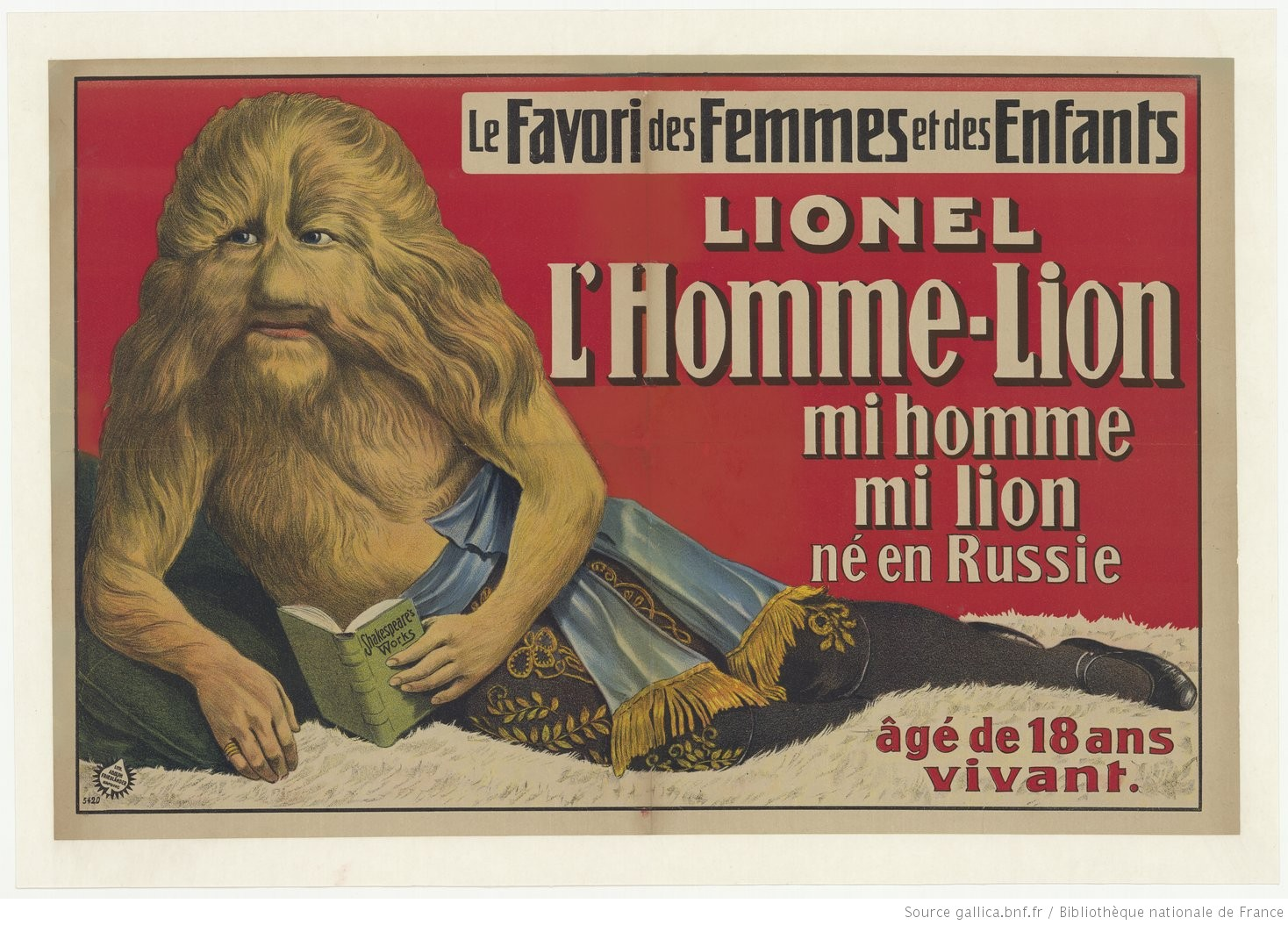
Plakát lákající na „Lionela se lví tváří“ z roku 1911

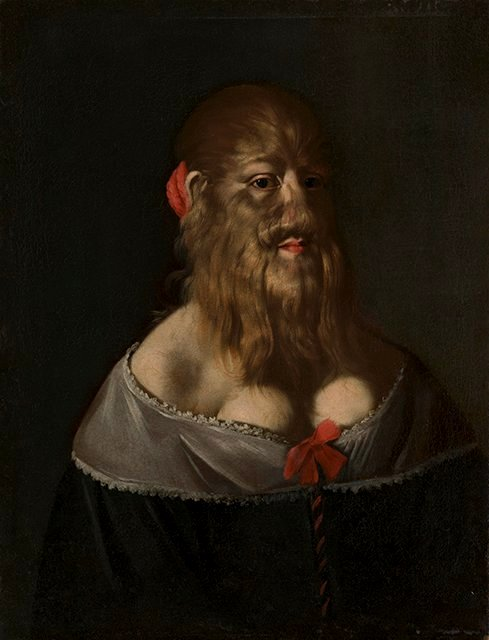
Barbara van Beck (1629–1668?)

Chlupatí lidé si často našli práci jako cirkusoví umělci a využili svého neobvyklého vzhledu. Byli to např. Fedor Jeftichew („Jo-Jo, muž se psí tváří“), Stephan Bibrowski („Lionel se lví tváří“), Jesús „Chuy“ Aceves („Vlčí muž“), Annie Jones („vousá žena“) a Alice Elizabeth Dohertyová („Minnesotská chlupatá dívka“). Rozsáhlá hypertrichóza nese emoční zátěž a lidé se za svůj stav mohou stydět. Někteří lidé se však nepokoušejí o žádnou léčbu, protože říkají, že je tento stav definuje jejich identitu.
- Rodina Gonsalvů – Petrus Gonsalvus (1537–1618) byl italským přírodovědcem Ulissesem Aldrovandim označován jako „lesní muž“.[3] Čtyři z jeho sedmi dětí byly také postiženy hypertrichózou.[4]
- Barbara van Beck (1629–1668?) byla jedním z prvních lidí, kteří byli zobrazováni s Ambrasovým syndromem.[5] Ve své rodině byla jediná postižená touto genetickou abnormalitou. Cestovala po Evropě, žila u dvorů a vystupovala před šlechtou ve městech jako Londýn a Paříž.[6]
- Chlupatá rodina z Barmy – Jedním historicky zaznamenaným případem vrozené hypertrichózy lanuginosa je chlupatá rodina z Barmy, u níž byl zaznamenán čtyřgenerační rodokmen této nemoci. V roce 1826 vedl John Crawford misi pro generálního guvernéra Indie přes Barmu.[7][8] Vypráví o setkání s chlupáčem Shwe-Maongem. Shwe-Maong žil na dvoře krále Avy a působil jako bavič. Shwe-Maong měl čtyři děti: tři nepostižené děti a jedno dítě s vrozenou hypertrichózou, pojmenované Maphoon. Při druhé misi do Avy byla Maphoon popsána jako třicetiletá žena se dvěma syny, z nichž jeden měl hypertrichózu. Postižený syn se jmenoval Maong-Phoset. Měl postiženou dceru jménem Mah-Me. Zatímco všichni postižení členové rodiny měli problémy se zuby, nepostižení členové měli zuby dokonalé.
- Julia Pastrana (1834–1860) cestovala po celých Spojených státech jako vousatá dáma. Ve zvláštní show a upoutala pozornost mnoha umělců. Je zobrazována s tmavými rozsáhlými chlupy rovnoměrně rozmístěnými po celém povrchu jejího těla, dokonce i na dlaních.[9] Původně se věřilo, že má vrozenou hypertrichózu lanuginosa. Nicméně generalizovaná forma syndromu spojená s její hyperplázii gingivy ukazovala, že jejím stavem byla vrozená terminální hypertrichóza. To se potvrdilo až po její smrti, kdy vyšlo najevo, že její X-vázaný syndrom vyústil v terminální ochlupení.[1]
- Supattra Sasupan – V roce 2011 byla Supattra Sasupan (* 2000), jedenáctiletá dívka z Thajska s hypertrichózou, Guinnesovou knihou rekordů jmenována nejchlupatější dívkou světa.

### Ve filmu
- Hypertrichóza je hlavním motivem norského filmu Lví žena (2016).[10]
- V americkém filmu Diane Arbus: Příběh jedné obsese (2006) má hypertrichózu jedna z hlavních postav – Lionel Sweeney, kterého hraje Robert Downey Jr..[11]